# George Swarbrick
George Raymond Swarbrick (né le 16 février 1942 à Moose Jaw) est un joueur canadien de hockey sur glace.

## Carrière
Il commence sa carrière en 1959 avec les Canucks de Moose Jaw, équipe de la Ligue de hockey junior de la Saskatchewan, où il reste jusqu'en 1962. Pendant la saison 1960-1961, il fait une intérim de trois matches avec les Canucks de Vancouver, équipe de la Western Hockey League.
À 19 ans, George Swarbrick participe à un essai pour les Blackhawks de Chicago. Il rejoint les Pla-Mors de Moose Jaw, avec qui il fait 38 matches de la Ligue de hockey senior de la Saskatchewan pendant la saison 1962-1963 puis les play-offs de la saison suivante.
Il est présent lors des Jeux olympiques d'hiver de 1964 à Innsbruck, en Autriche. Le Canada finit quatrième. George Swarbrick marque 3 buts et réalise 3 passes décisives en 7 matchs. Il est le seul joueur qui n'est pas étudiant.
Après la fin de la saison 1963-1964, il signe pour les Seals de San Francisco, équipe de la WHL, qui change de nom, les Seals de Californie, pour la saison 1966-1967. Swarbrick reçoit le trophée de la recrue en 1965.
Les Seals de San Francisco deviennent une franchise qui fait son apparition lors de expansion de la LNH de 1967. Swarbrick joue ainsi une cinquante de matches lors de la première saison et également la saison suivante. Au cours de la même saison, il intègre les Penguins de Pittsburgh et joue dix-neuf matches lors de cette première saison. Lors de la saison 1969-1970, il joue davantage pour les Clippers de Baltimore, 56 matchs avec cette équipe affiliée à Pittsburgh dans la Ligue américaine de hockey, et une douzaine de matchs avec l'équipe en LNH. Il fait aussi deux matchs avec les Flyers de Philadelphie et son équipe affiliée, les Bears de Hershey, vingt-quatre matchs de LAH.
Il signe en faveur des Gulls de San Diego, équipe de la WHL, et est présent à 55 matchs pendant la saison 1971-1972 et 70 matchs pendant la saison 1972-1973. Il est ensuite joueur pour les Knights d'Omaha, 70 matchs lors de la saison 1973-1974 de la Ligue centrale de hockey.
Il finit sa carrière dans la North American Hockey League : 78 matches avec les Cougars de Long Island lors de la saison 1974–1975, 32 matches avec les Blades d'Érié lors de la saison 1975–1976 et 78 matches avec les Firebirds de Philadelphie lors de la saison 1976-1977.
Après sa retraite sportive, il dirige sa propre entreprise d'éclairage au sud d'Omaha,.